# قائمة طائرات الولايات المتحدة للتزويد بالوقود الجوي
القائمة التالية هي قائمة قائمة طائرات الولايات المتحدة للتزويد بالوقود الجوي

## عاملة
- إتش سي-130
- كاي سي-10
- كاي سي-130
- كاي سي-130J
- كاي سي-135

## مخطط لإنتاجها
- كاي سي-46

## متقاعده
- كاي أي-3
- كاي أي-6D
- كاي بي-29
- كاي بي-50
- كاي سي-97
- أس-3

## ملغاة
- KC-45